# Виламарцана
Виламарца̀на (на италиански: Villamarzana) е село и община в Северна Италия, провинция Ровиго, регион Венето. Разположено е на 7 m надморска височина. Населението на общината е 1219 души (към 2012 г.).